# Inhuma
Inhuma este un oraș în Piauí (PI), Brazilia.